# Staatsanwaltschaft Mannheim
Die Staatsanwaltschaft Mannheim ist als Strafverfolgungsbehörde zuständig für den Bezirk des Landgerichts Mannheim.

## Organisation und Zuständigkeit
Entsprechend der Zuständigkeit des Landgerichts Mannheim umfasst der Bezirk der Staatsanwaltschaft die Bezirke der Amtsgerichte Mannheim, Schwetzingen und Weinheim. Darüber hinaus ist die Staatsanwaltschaft Mannheim als Schwerpunktstaatsanwaltschaft zuständig für herausgehobene Fälle im Bereich der Wirtschaftskriminalität für den gesamten badischen Raum entsprechend dem Bezirk des Oberlandesgerichts Karlsruhe. Mit der Einrichtung des Cybercrime-Zentrums Baden-Württemberg direkt bei der Generalstaatsanwaltschaft Karlsruhe sind allerdings Teilbereich dieser Zuständigkeit verloren gegangen.
Im Zuständigkeitsbereich wohnen rund 535.000 Bürger. Die Staatsanwaltschaft Mannheim ist der Generalstaatsanwaltschaft Karlsruhe unterstellt (§ 147 GVG). Sie gehört zum sogenannten badischen Rechtsgebiet, in dem u. a. traditionell in der Ordentlichen Gerichtsbarkeit und bei den Staatsanwaltschaften der „badische Aktenknoten“ zur Bindung der Akten verwendet wird. Bis Ende des Jahres 2025 soll jedoch die elektronische Strafakte eingeführt werden, womit diese besondere Form der Aktenführung allmählich obsolet wird.
Im Januar 2015 hat das Haus des Jugendrechts in Mannheim seine Tätigkeit aufgenommen. Daran beteiligt sind die Staatsanwaltschaft Mannheim, das Polizeipräsidium Mannheim und die Jugendämter der Stadt Mannheim und des Rhein-Neckar-Kreises.
Bei der Staatsanwaltschaft Mannheim sind derzeit (Januar 2025) 155 Personen beschäftigt. Dem Leitenden Oberstaatsanwalt unterstehen in den Ermittlungsabteilungen dabei zehn Oberstaatsanwältinnen und Oberstaatsanwälte als Abteilungsleiter, zwölf Erste Staatsanwältinnen und Erste Staatsanwälte sowie weitere 38 Staatsanwältinnen und Staatsanwälte, eine Erste Oberamtsanwältin, drei Oberamtsanwältinnen und ein Oberamtsanwalt, drei Amtsanwältinnen und ein Amtsanwalt, zehn Rechtspflegerinnen und Rechtspfleger, drei Oberregierungsräte sowie ca. 65 Beamtinnen und Beamte im mittleren Dienst sowie Angestellte im Bürodienst. Gemäß dem Organisationsstatut der Staatsanwaltschaften (Verwaltungsvorschrift des Justizministeriums Baden-Württemberg) ist die Staatsanwaltschaft Karlsruhe als Justizbehörde in sieben Ermittlungsabteilungen inklusive der Abteilung für Wirtschaftsstrafsachen, eine Vollstreckungsabteilung sowie eine Verwaltungsabteilung gegliedert.

## Geschäftsentwicklung
Die Eingänge haben sich für das Jahr 2023 auf dem hohen Niveau der Vorjahre eingependelt: 39.849 Js-Verfahren und 26.594 UJs-Verfahren. Den wesentlichen Anteil machen die Strafermittlungsverfahren gegen namentlich bekannte Beschuldigte aus (sog. Js-Verfahren). Hinzu kommen Verfahren wegen Ordnungswidrigkeiten und Verfahren gegen unbekannte Täter (sog. UJs-Verfahren). Es ergibt sich im Durchschnitt folgende Verteilung:
| Verfahren                    | Anteil  |
| ---------------------------- | ------- |
| gegen bekannte Täter (Js)    | 59,97 % |
| gegen unbekannte Täter (UJs) | 40,03 % |

In diesem Zeitraum wurde etwa gegen 20 % der beschuldigten Personen Anklage erhoben bzw. eine gerichtliche Entscheidung (v. a. Strafbefehl) beantragt. Die Verfahrenserledigungen (100 %) verteilen sich im Wesentlichen auf:
| Erledigungsart                         | Anteil |
| -------------------------------------- | ------ |
| Anklageerhebung                        | 4 %    |
| Strafbefehlsanträge (an Amtsgerichte)  | 16 %   |
|                                        |        |
| Verfahrenseinstellungen                |        |
| – mit Auflagen (§ 153a StPO)           | 3 %    |
| – kein Tatnachweis (§ 170 Abs. 2 StPO) | 33 %   |
| – Verweisung auf den Privatklageweg    | 2 %    |
| – sonstige Einstellung                 | 20 %   |
|                                        |        |
| Sonstige Erledigung (Abgaben o. Ä.)    | 22 %   |

Soweit Verfahren mit der Auflage eingestellt wurden, einen Geldbetrag zu zahlen, flossen gemeinnützigen Einrichtungen und zu einem geringeren Teil der Staatskasse erhebliche Beträge zu.
Die Staatsanwaltschaft Mannheim vollstreckt die Entscheidungen der Strafgerichte. Zudem vollstreckt sie gerichtliche Geldbußen, Ordnungs- oder Zwangsgelder, den Wertersatz (bei eingezogenen Gegenständen) sowie die Erzwingungshaft. In Verfahren nach dem JGG ist dagegen der Jugendrichter gleichzeitig Vollstreckungsleiter. 2023 waren in der Vollstreckungsabteilung insgesamt 10.029 Verfahren registriert. Davon wurden in 9.560 Verfahren Geldstrafen, Ordnungsgelder, Geldbußen und Erzwingungshaft, in 592 Verfahren zur Bewährung ausgesetzte Freiheitsstrafen und in 339 Verfahren Freiheitsstrafen ohne Bewährung und freiheitsentziehende Maßregeln verhängt.

## Unterbringung
Die Staatsanwaltschaft ist in Mannheim ist derzeit hauptsächlich im Gebäude N7 in Mannheim untergebracht, drei Ermittlungsabteilungen und die Verwaltungsabteilung im Nebengebäude L4.